# Peru op de Olympische Spelen
Peru is een van de landen die deelnemen aan de Olympische Spelen. Peru debuteerde op de Zomerspelen van 1900. Het debuut op de Winterspelen vond 110 jaar later plaats op de editie van 2010.
In 2024 nam Peru voor de negentiende keer deel aan de Zomerspelen, in 2022 voor de derdemaal aan de Winterspelen. Er werden in totaal vijf medailles gewonnen. Deze medailles werden behaald in de schietsport (3) en in het volleybal. De eerste medaille was een gouden medaille en werd in 1948 gewonnen door Edwin Vásquez Cam op het onderdeel vrij pistool 50 meter. De laatste gewonnen medaille werd in 1992 behaald door Juan Giha Yarur in de schietsport op het onderdeel skeet.

## Medailles en deelnames

### Overzicht
De tabel geeft een overzicht van de jaren waarin werd deelgenomen, het aantal gewonnen medailles en de eventuele plaats in het medailleklassement.
| Zomerspelen | Zomerspelen | Zomerspelen | Zomerspelen | Zomerspelen | Zomerspelen |        | Winterspelen | Winterspelen | Winterspelen | Winterspelen | Winterspelen | Winterspelen |
| Jaar        | Goud        | Zilver      | Brons       | Totaal      | Rang        | Jaar   | Goud         | Zilver       | Brons        | Totaal       | Rang         |              |
| 1900        | 0           | 0           | 0           | 0           | -           |        |              |              |              |              |              |              |
| 1904        | -           | -           | -           | -           | -           |        |              |              |              |              |              |              |
| 1908        | -           | -           | -           | -           | -           |        |              |              |              |              |              |              |
| 1912        | -           | -           | -           | -           | -           |        |              |              |              |              |              |              |
| 1920        | -           | -           | -           | -           | -           |        |              |              |              |              |              |              |
| 1924        | -           | -           | -           | -           | -           | 1924   | -            | -            | -            | -            | -            |              |
| 1928        | -           | -           | -           | -           | -           | 1928   | -            | -            | -            | -            | -            |              |
| 1932        | -           | -           | -           | -           | -           | 1932   | -            | -            | -            | -            | -            |              |
| 1936        | 0           | 0           | 0           | 0           | -           | 1936   | -            | -            | -            | -            | -            |              |
| 1948        | 1           | 0           | 0           | 1           | 22          | 1948   | -            | -            | -            | -            | -            |              |
| 1952        | -           | -           | -           | -           | -           | 1952   | -            | -            | -            | -            | -            |              |
| 1956        | 0           | 0           | 0           | 0           | -           | 1956   | -            | -            | -            | -            | -            |              |
| 1960        | 0           | 0           | 0           | 0           | -           | 1960   | -            | -            | -            | -            | -            |              |
| 1964        | 0           | 0           | 0           | 0           | -           | 1964   | -            | -            | -            | -            | -            |              |
| 1968        | 0           | 0           | 0           | 0           | -           | 1968   | -            | -            | -            | -            | -            |              |
| 1972        | 0           | 0           | 0           | 0           | -           | 1972   | -            | -            | -            | -            | -            |              |
| 1976        | 0           | 0           | 0           | 0           | -           | 1976   | -            | -            | -            | -            | -            |              |
| 1980        | 0           | 0           | 0           | 0           | -           | 1980   | -            | -            | -            | -            | -            |              |
| 1984        | 0           | 1           | 0           | 1           | 33          | 1984   | -            | -            | -            | -            | -            |              |
| 1988        | 0           | 1           | 0           | 1           | 36          | 1988   | -            | -            | -            | -            | -            |              |
| 1992        | 0           | 1           | 0           | 1           | 49          | 1992   | -            | -            | -            | -            | -            |              |
| 1996        | 0           | 0           | 0           | 0           | -           | 1994   | -            | -            | -            | -            | -            |              |
| 2000        | 0           | 0           | 0           | 0           | -           | 1998   | -            | -            | -            | -            | -            |              |
| 2004        | 0           | 0           | 0           | 0           | -           | 2002   | -            | -            | -            | -            | -            |              |
| 2008        | 0           | 0           | 0           | 0           | -           | 2006   | -            | -            | -            | -            | -            |              |
| 2012        | 0           | 0           | 0           | 0           | -           | 2010   | 0            | 0            | 0            | 0            | -            |              |
| 2016        | 0           | 0           | 0           | 0           | -           | 2014   | 0            | 0            | 0            | 0            | -            |              |
| 2020        | 0           | 0           | 0           | 0           | -           | 2018   | -            | -            | -            | -            | -            |              |
| 2024        | 0           | 0           | 1           | 1           | 84          | 2022   | 0            | 0            | 0            | 0            | -            |              |
| Totaal      | 1           | 3           | 1           | 5           |             | Totaal | 0            | 0            | 0            | 0            |              |              |
| Tot. Z+W    | 1           | 3           | 1           | 5           |             |        |              |              |              |              |              |              |

### Per deelnemer
| Jaar | Sport       | Olympiër          | Onderdeel             | Medaille |
| ---- | ----------- | ----------------- | --------------------- | -------- |
| 1948 | Schietsport | Edwin Vásquez Cam | 50 m vrij pistool (m) | Goud     |
| 1984 | Schietsport | Francisco Boza    | trap (m)              | Zilver   |
| 1988 | Volleybal   | Olympisch team    | vrouwen               | Zilver   |
| 1992 | Schietsport | Juan Giha Yarur   | skeet (m)             | Zilver   |

Afghanistan · Albanië · Algerije · Amerikaans-Samoa · Amerikaanse Maagdeneilanden · Andorra · Angola · Antigua en Barbuda · Argentinië · Armenië · Aruba · Australië · Azerbeidzjan · Bahama's · Bahrein · Bangladesh · Barbados · België · Belize · Benin · Bermuda · Bhutan · Bolivia · Bosnië en Herzegovina · Botswana · Brazilië · Britse Maagdeneilanden · Brunei · Bulgarije · Burkina Faso · Burundi · Cambodja · Canada · Centraal-Afrikaanse Republiek · Chili · China · Chinees Taipei · Colombia · Comoren · Congo-Brazzaville · Congo-Kinshasa · Cookeilanden · Costa Rica · Cuba · Cyprus · Denemarken · Djibouti · Dominica · Dominicaanse Republiek · Duitsland · Ecuador · Egypte · El Salvador · Equatoriaal-Guinea · Eritrea · Estland · Ethiopië · Fiji · Filipijnen · Finland · Frankrijk · Gabon · Gambia · Georgië · Ghana · Grenada · Griekenland · Groot-Brittannië · Guam · Guatemala · Guinee · Guinee-Bissau · Guyana · Haïti · Honduras · Hongarije · Hongkong · Ierland · IJsland · India · Indonesië · Irak · Iran · Israël · Italië · Ivoorkust · Jamaica · Japan · Jemen · Jordanië · Kaaimaneilanden · Kaapverdië · Kameroen · Kazachstan · Kenia · Kirgizië · Kiribati · Koeweit · Kosovo · Kroatië · Laos · Lesotho · Letland · Libanon · Liberia · Libië · Liechtenstein · Litouwen · Luxemburg · Madagaskar · Malawi · Malediven · Maleisië · Mali · Malta · Marokko · Marshalleilanden · Mauritanië · Mauritius · Mexico · Micronesië · Moldavië · Monaco · Mongolië · Montenegro · Mozambique · Myanmar · Namibië · Nauru · Nederland · Nepal · Nicaragua · Nieuw-Zeeland · Niger · Nigeria · Noord-Korea · Noord-Macedonië · Noorwegen · Oeganda · Oekraïne · Oezbekistan · Oman · Oost-Timor · Oostenrijk · Pakistan · Palau · Palestina · Panama · Papoea-Nieuw-Guinea · Paraguay · Peru · Polen · Portugal · Puerto Rico · Qatar · Roemenië · Rusland · Rwanda · Saint Kitts en Nevis · Saint Lucia · Saint Vincent en de Grenadines · Salomonseilanden · Samoa · San Marino · Saoedi-Arabië · Sao Tomé en Principe · Senegal · Servië · Seychellen · Sierra Leone · Singapore · Slovenië · Slowakije · Somalië · Spanje · Sri Lanka · Soedan · Suriname · Swaziland · Syrië · Tadzjikistan · Tanzania · Thailand · Togo · Tonga · Trinidad en Tobago · Tsjaad · Tsjechië · Tunesië · Turkije · Turkmenistan · Tuvalu · Uruguay · Vanuatu · Venezuela · Verenigde Arabische Emiraten · Verenigde Staten · Vietnam · Wit-Rusland · Zambia · Zimbabwe · Zuid-Afrika · Zuid-Korea · Zuid-Soedan · Zweden · Zwitserland
Historische landen: Bohemen · Bondsrepubliek Duitsland · Brits-Indië · Duitse Democratische Republiek · Joegoslavië · Malaya · Nederlandse Antillen · Noord-Borneo · Noord-Jemen · Saarland · Servië en Montenegro · Sovjet-Unie · Tsjecho-Slowakije · West-Indische Federatie · Zuid-Jemen
Bijzondere deelnames: Onafhankelijke olympische atleten · Vluchtelingenteam 
 Australazië · Duits Eenheidsteam · Gemengd team · Gezamenlijk Team